# Лодская мозаика

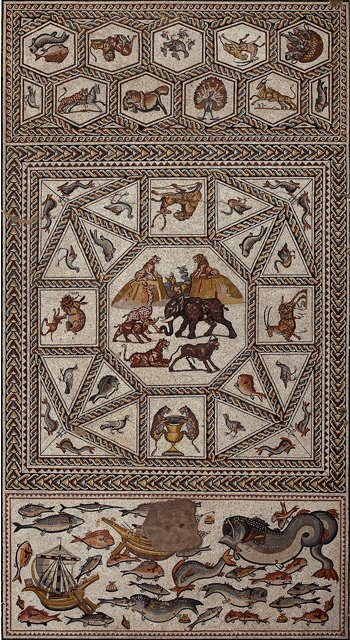
Лодская мозаика

Лодская мозаика представляет собой мозаичный пол, датируемый ок. 300 г. н.э. обнаруженный в 1996 году в израильском городе Лод. Считается, что она была создана для частной виллы. Это один из самых больших (180 м²) и лучше всего сохранившихся мозаичных полов, обнаруженных в стране. На мозаике изображены наземные животные, рыбы и два римских корабля. Она была восстановлена в лабораториях Управления древностей Израиля. После нескольких лет зарубежного тура она открылась в специально построенном «Археологическом центре лодской мозаики имени Шелби Уайт и Леона Леви», в июне 2022 года.

## История
Мозаика была обнаружена в 1996 году строителями, расширявшими улицу Хе-Халуц. На место была вызвана археолог Мириам Ависсар из Управления древностей Израиля. Мозаика была выставлена на всеобщее обозрение на один уик-энд, и 30 000 человек приехали в Лод, чтобы увидеть её Затем её перезахоронили, пока искали средства на её сохранение..
Фонд Леона Леви и Шелби Уайт, жены Леона Леви и председательницы организации «Друзья Управления древностей Израиля», профинансировали сохранение мозаики и создание «Археологического центра лодской мозаики» С 2010 года мозаика находилась в выставочном туре по одиннадцати музеям мира Ожидалось, что она вернется в Лод для всеобщего обозрения; дата неоднократно переносилась, сначала с 2012/13 на 2014 год.. Выставка за пределами Израиля должна была закрыться в мае 2016 года. После дополнительной задержки ввиду пандемии COVID-19, «Археологический центр лодской мозаики» открылся в июне 2022 года.  Есть надежда, что туристы, приехавшие посмотреть на мозаику, приумножат процветание Лода.

## Описание и анализ
Мозаика занимает площадь 180 м2 (1900 фут²) и датируется третьим веком нашей эры или где-то около 300 года, учитывая, что обломки, покрывающие мозаику, содержали датируемые остатки как третьего, так и четвёртого веков. Узоры изображают птиц, рыб, животных и растения, а также содержат подробные изображения кораблей римской эпохи. Однако на мозаике также заметно изображены носороги и жирафы, которые не были распространены в древнем искусстве. Также изображены мифические существа. На мозаике ничего не написано; а поскольку надписи распространены на мозаиках римской эпохи из общественных зданий, то предполагается, что мозаика, скорее всего, была частью частной виллы.
Мозаика находится в почти идеальном состоянии что необычно для мозаичного пола того времени. Исключение составляет повреждение одного из двух изображенных кораблей, нанесенное, когда в мозаике была вырыта выгребная яма османской эпохи. Несмотря на ущерб, студенты, изучающие морскую историю, смогли почерпнуть много информации из изображений. Корабли относятся к типу navis oneraria, это римские торговые суда обычно водоизмещением 80-150 тонн, используемые для перевозки таких товаров, как гарум и зерно из Египта в Рим.
Археологи Эли Хаддад и Мириам Ависсар предполагают, что отсутствие человеческих фигур, редкое для мозаик римской эпохи, может указывать на то, что мозаика была заказана евреем, который соблюдал библейский запрет на изображение идолов. Они также предполагают, что она мог быть заказан как своего рода ex-voto, благодарственная жертва во исполнение обета, данного после избавления от серьёзной опасности, в данном случае от кораблекрушения. Другие морские историки возражают, но Хаддад и Ависсар указывают на то, что выглядит как порванные канаты, сломанная мачта и поврежденные рулевые весла, а также на центральное расположение поврежденного корабля на мозаике и на то, что он, по-видимому, вот-вот будет проглочен гигантской рыбой, как художественное изображение бедствия на море.

## Смотрите также
- Археология Израиля